# Giacomo Biffi
Giacomo kardinál Biffi (13. června 1928, Miláno – 11. července 2015, Bologna) byl italský římskokatolický kněz, arcibiskup boloňský, kardinál.

## Život
Studoval v semináři v Miláně, kněžské svěcení přijal 23. prosince 1950. Poté přednášel v mateřském semináři a působil jako duchovní v milánské arcidiecézi, byl mj. kanovníkem metropolitní kapituly. V prosinci 1975 ho papež Pavel VI. jmenoval pomocným biskupem Milána, biskupské svěcení přijal 11. ledna 1976.
V dubnu 1984 ho Jan Pavel II. jmenoval arcibiskupem Boloni. O rok později, 25. května 1985, ho jmenoval kardinálem. Po dosažení kanonického věku 75 let na svoji funkci v prosinci 2003 rezignoval. V letech 1989 a 2007 dával postní duchovní cvičení ve Vatikánu.
Zemřel 11. července 2015 v Bologni.